# هلوهای جاودانگی

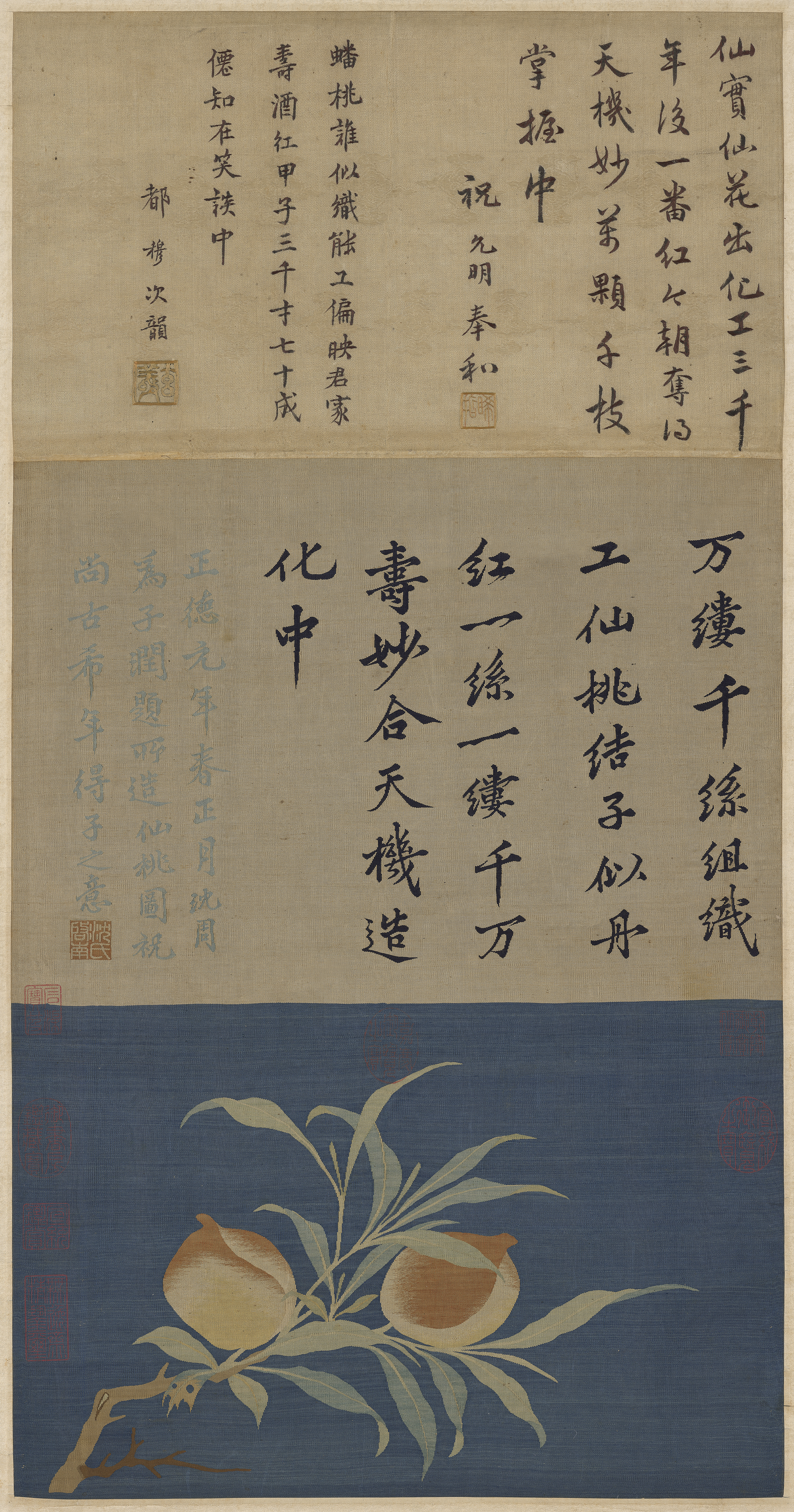
هلوهای جاودانگی، سلسلهٔ مینگ (کاخ‌موزهٔ ملی)

در اساطیر چینی، هلوهای جاودانگی (چینی: 仙桃; پین‌یین: xiāntáo; Cantonese Yale: sīn tòuh یا چینی: 蟠桃; پین‌یین: pántáo; Cantonese Yale: pùhn tòuh) هلوهایی هستند که سن نین‌ها به دلیل خاصیت عرفانی جاودانی‌بخششان، از آنها می‌خورند. هلوها در هنر چینی نمادی رایج برای جاودانگی (یا آرزوی زندگی طولانی و سالم) به‌شمار می‌روند که در تصاویر یا توصیفات تعدادی از افسانه‌ها، نقاشی‌ها و سایر اشکال هنری، اغلب در ارتباط با شمایل‌نگاری‌های مشابه از نظر موضوعی، مانند خدایان خاص یا جاودانگان یا سایر نمادهای طول عمر، مانند گوزن یا درنا، ظاهر می‌شوند.

## دیگران
هشت فناناپذیر و پیرمرد قطب جنوب (الههٔ طول عمر) گاهی اوقات در حالی که هلوی جاودانگی را حمل می‌کنند، به تصویر کشیده می‌شوند.
به دلیل داستان‌ها و ارتباط هلو با طول عمر، هلو یک تزئین رایج (میوه یا تصویری از آن) روی کیک‌های تولد و شیرینی‌های سنتی در چین است.

## نگارخانه

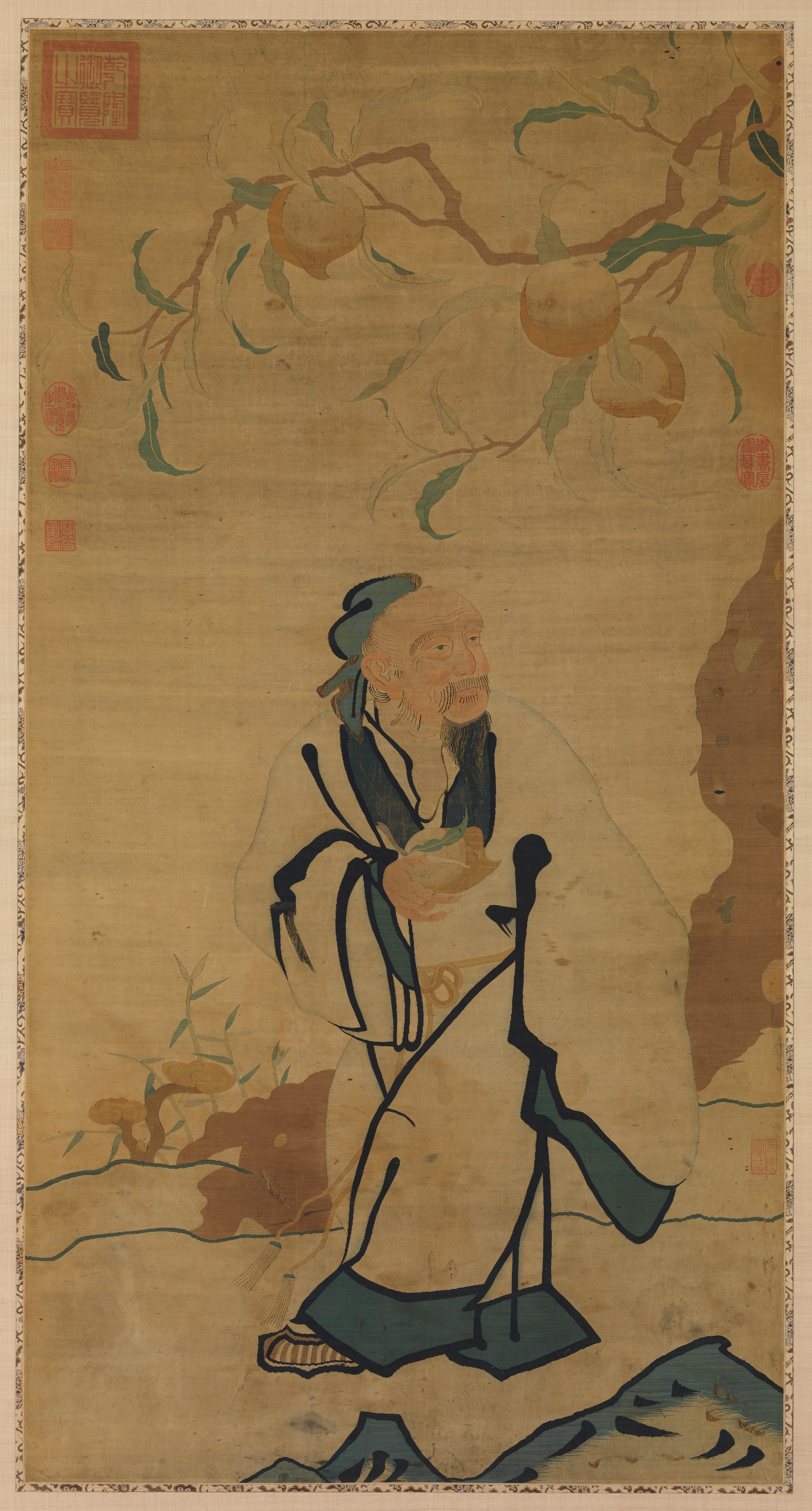
پردهٔ ابریشمی از دونگ‌فانگ شوئو در حال دزدیدن هلوی جاودانگی، سلسلهٔ مینگ (موزهٔ هنر متروپولیتن)
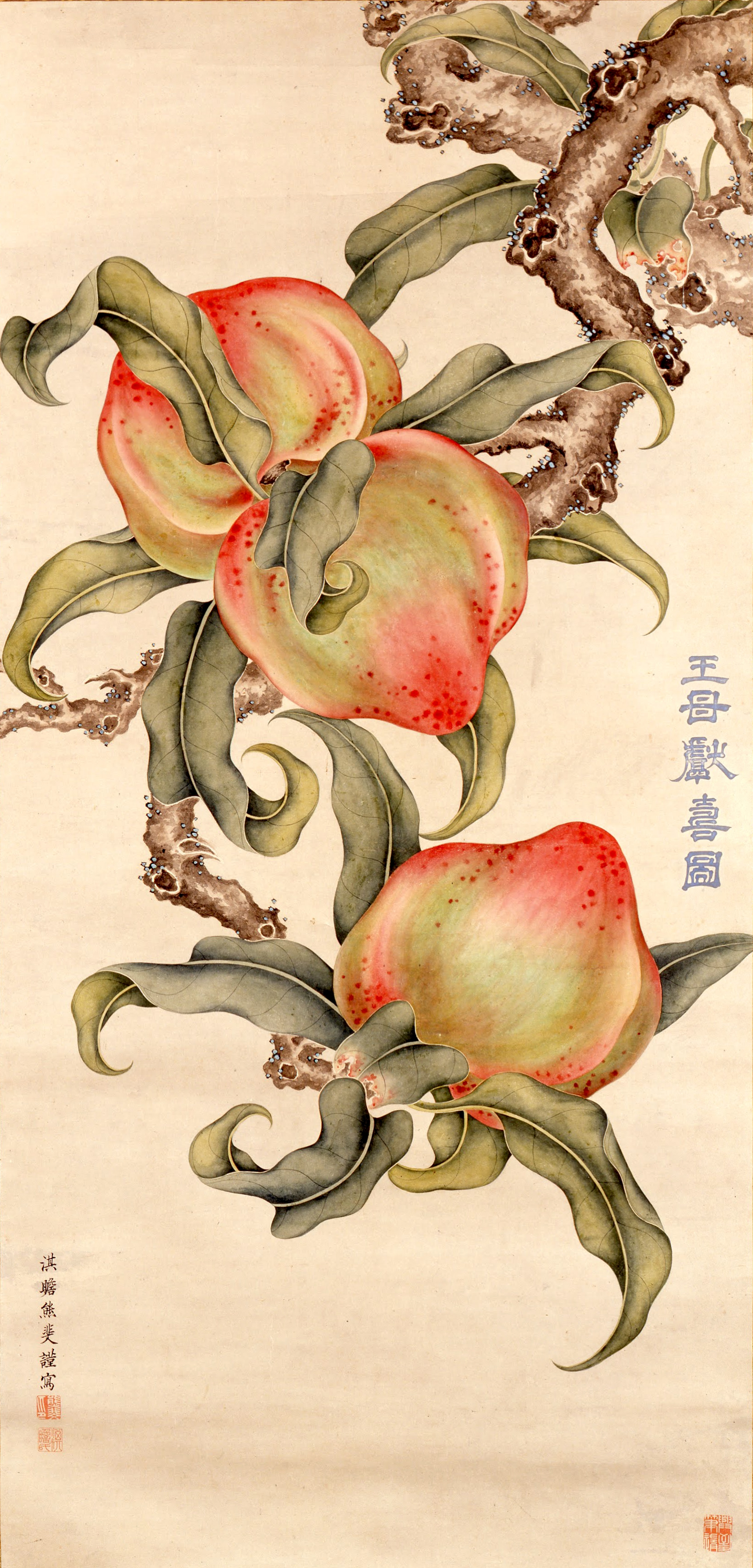
هلوهای جاودانگی شیوانگمو، نقاشی ژاپنی اثر کوماشیرو یوهی، ح. ۱۷۵۰
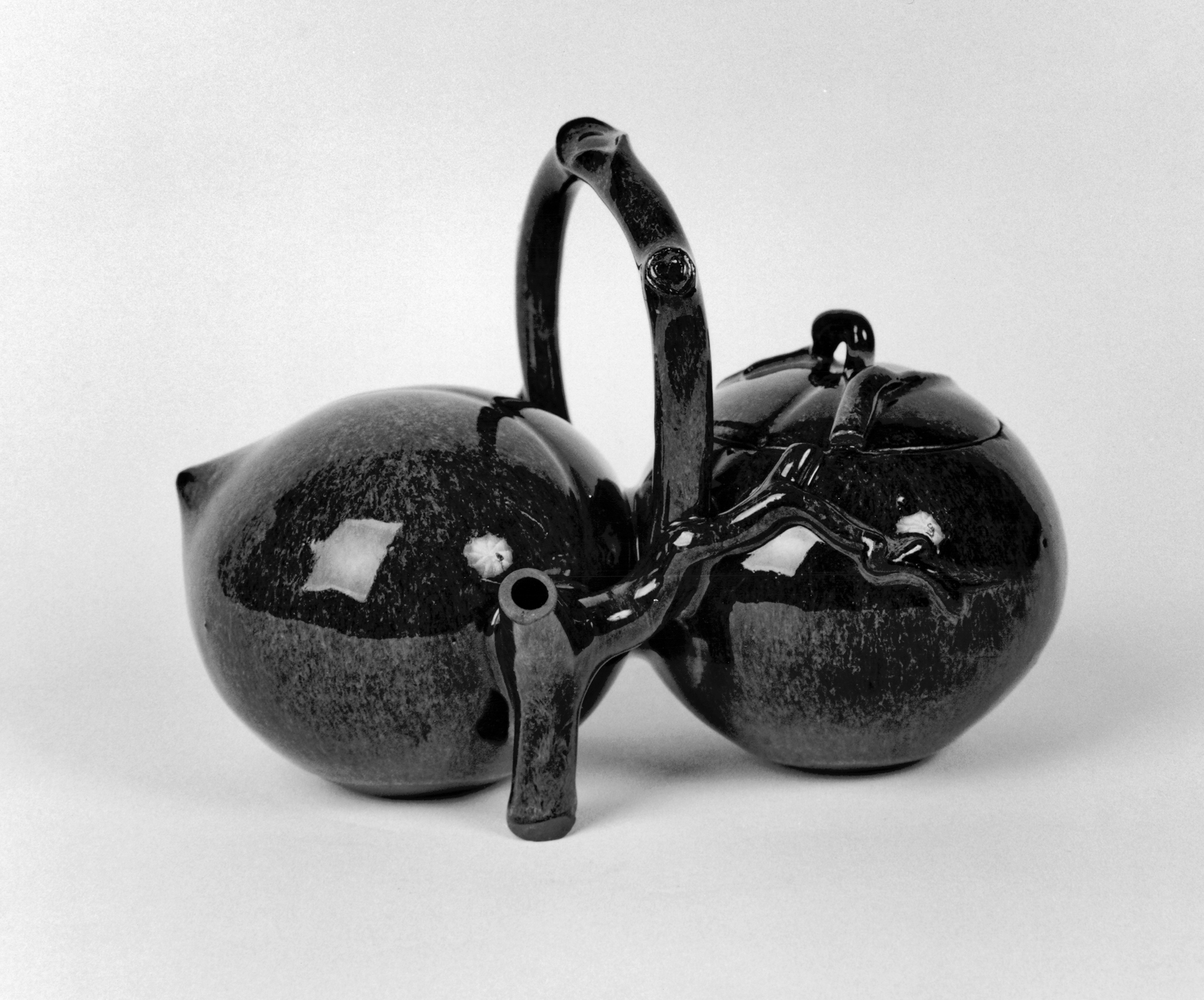
چینی - قوری سرامیکی به شکل دو هلو - نمادی از جاودانگی (یا آرزوی عمر طولانی). ییشینگ - ظروف، با لعاب آبی-قهوه‌ای
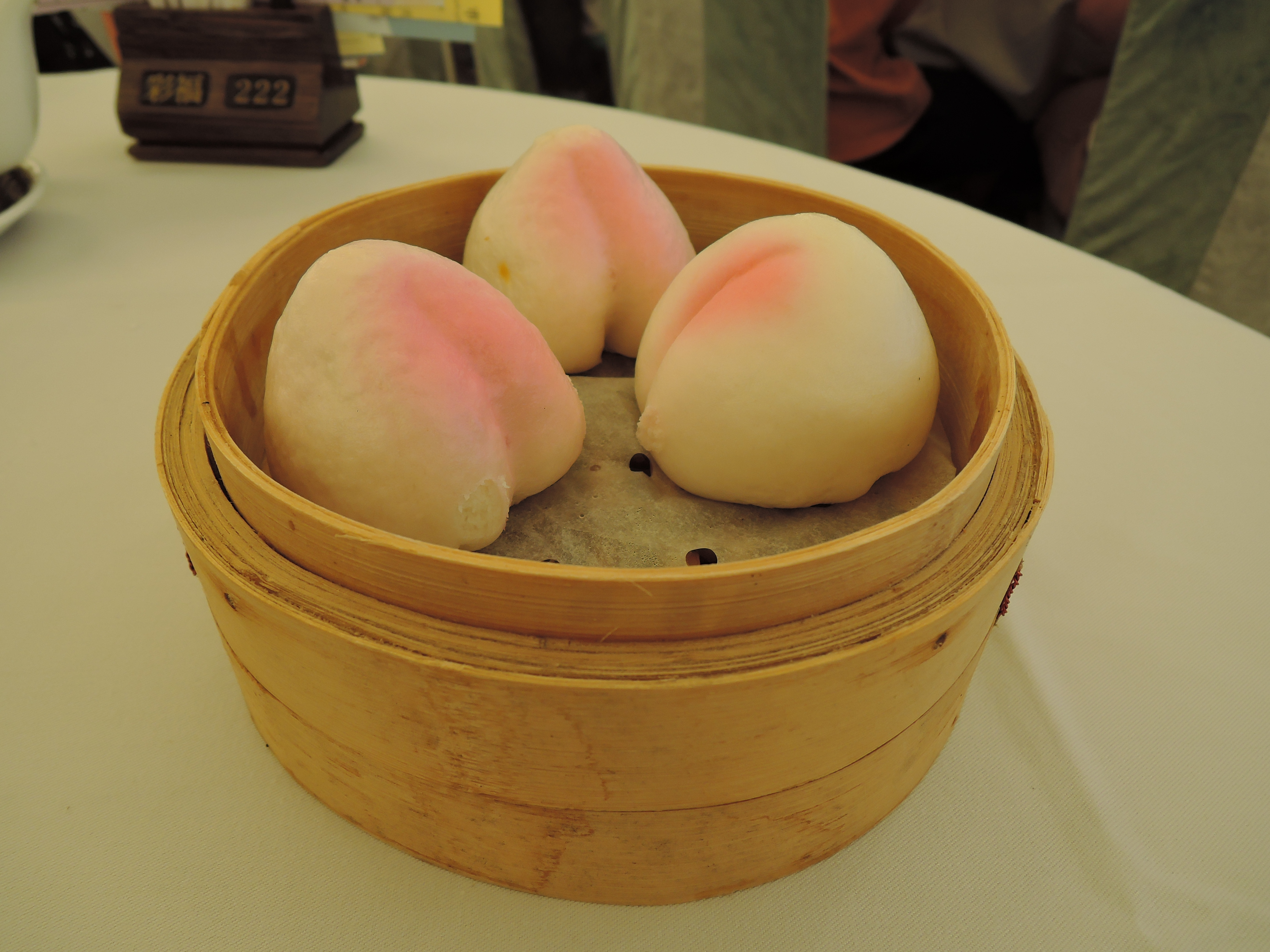
شوتائو نوعی نان است که به شکل هلو درست می‌شود.